# لمفوما درقية
اللمفوما الدرقية (بالإنجليزية: Thyroid Lymphoma)‏ هي ورم خبيث نادر يشكل 1% إلى 2% من كل الأورام الدرقية الخبيثة ويشكل أقل من 2% من حالات اللمفوما. تصنف اللمفومات الدرقية على أنها من لمفومات خلايا بي اللاهودجكينية في أغلب الحالات على الرغم من أنه تم تحديد لمفوما هودجكين في الغدة الدرقية.